# George Gershwin
Pour les articles homonymes, voir Gershwin.
Œuvres principales
- Rhapsody in Blue (1924)
- Concerto pour piano en fa (1925)
- Un Américain à Paris  (1928)
- Girl Crazy (1930)
- Porgy and Bess (et sa berceuse, Summertime) (1934)

George Gershwin, pseudonyme de Jacob Gershowitz, est un compositeur et chef d'orchestre américain, né le 26 septembre 1898 à Brooklyn (New York) et mort le 11 juillet 1937 à Los Angeles (Californie).
Né à New York dans une famille juive prolétarienne originaire de Saint-Pétersbourg, George Gershwin fait ses débuts comme pianiste d'orchestre à Broadway. Son frère, Israël dit « Ira », parolier, écrit la plupart des textes de ses chansons que s'arrachent bientôt Al Jolson, Fred Astaire, Ginger Rogers ou le producteur Florenz Ziegfeld. Créateur du jazz symphonique, il fait triompher ses comédies musicales. En 1924, il compose Rhapsody in Blue. À New York, le 7 mars 1928, il rencontre Maurice Ravel. À Vienne, il se lie d'amitié avec Alban Berg. Véritable star, côtoyant des femmes célèbres de son époque (Paulette Goddard, Simone Simon), ami d'Arnold Schönberg, il s'installe à Hollywood pour composer des partitions cinématographiques ou des chansons populaires. Bon nombre de ses œuvres sont devenues de grands standards de jazz grâce notamment à Ella Fitzgerald, Louis Armstrong, Herbie Hancock et de nombreux autres chanteurs ou acteurs. Il meurt à 38 ans d'une tumeur cérébrale.

## Biographie

### Jeunesse (1899-1920)
Futur père de George et Ira Gershwin, Moïshe (Morris) Gershowitz quitta en 1890 Saint-Petersbourg, dans la Russie tsariste,, pour retrouver aux États-Unis une autre fille d'émigrés russes, Rosa Bruskin, préférant, comme de nombreux Juifs, s'exiler plutôt que de courir le risque de devenir victimes des pogroms et des ghettos urbains mis en place par le régime du tsar Alexandre III.
C'est ainsi que naissent leurs quatre enfants à Brooklyn, quartier de New York : Israël dit Ira (1896-1983), Jacob dit George, Arthur (1900-1981) et Frances (1906-1999), leur seule fille. C'est George qui adopta le nom « Gershwin  » une fois adulte, américanisation qui fut imitée par le reste de sa famille.
L'enfance de George Gershwin fut marquée par les nombreux déménagements de sa famille à l'intérieur de la ville de New York, ainsi que par des innombrables escapades avec ses amis du voisinage. Il débordait d'énergie, abhorrait l'école, et n'était pas du tout enclin à l'étude. Avant 1910, quand les Gershwin acquirent leur premier piano — destiné a priori à son frère aîné, Ira —, son seul contact avec la musique classique lui venait de son ami Max Rosen, futur violoniste de renommée internationale. « Son véritable clavier, c'était les trottoirs — et, encore plus, les rues — de New York… »
Mais, dès qu'il s'assit devant l'instrument, George joua avec tant de facilité et de talent que ses parents lui payèrent des leçons de piano. Il étudia avec différents professeurs de son quartier pendant deux ans, avant de faire la connaissance en 1912 de Charles Hambitzer (en), qui devint son mentor jusqu'à sa mort en 1918. Hambitzer enseigna à George les techniques du piano traditionnel, lui présentant les œuvres des grands compositeurs européens et l'encourageant à assister au plus grand nombre de concerts qu'il pût. George, en retour, fut un étudiant enthousiaste, et Hambitzer disait de lui : « J'ai un étudiant qui laissera sa marque en musique […] Ce garçon est un génie, il n'y a aucun doute,. » En même temps, George suivit des cours de théorie et d'harmonie avec Edward Kilenyi, un professeur réputé et ancien élève du compositeur Pietro Mascagni.

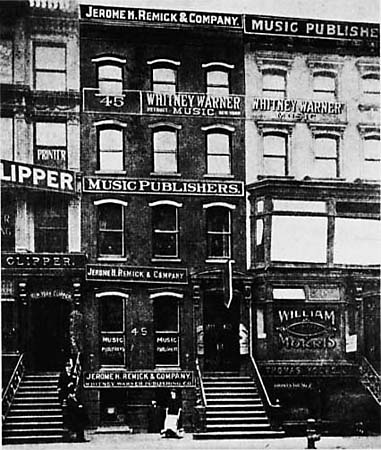
Maisons d'édition de la Tin Pan Alley avec les bureaux Remick où Gershwin débuta.

C'est en 1914, à l'âge de 16 ans, que sa carrière future se dessina : il fut embauché par Jerome H. Remick and Co., une manufacture de partitions musicales, comme interprète et vendeur de chansons. Il avait à présent sa place dans un cubicule du Tin Pan Alley, pour un généreux salaire de quinze dollars par semaine. Cette décision impliquait qu'il quittât l'école de commerce qu'il fréquentait sur l'insistance de sa mère. Malgré des conditions de travail désagréables, cet emploi lui accordait une certaine liberté d'interprétation, ainsi que l'occasion d'améliorer sa technique au piano, mais elle ne lui permettait pas de jouer ses propres compositions. Entre-temps, il produisait des rouleaux (rolls films) pour pianos mécaniques (rouleau de piano pneumatique) aux Perfection Studios ; c'est en 1916 que sa première chanson (When you want 'em, you can't get 'em, when you've got 'em, you don't want 'em) fut publiée par la Harry von Tilzer Company, et en 1917 qu'il publia sa première pièce pour piano, Rialto Ripples.
Cependant, quand il tenta de soumettre une de ses propres chansons chez Remick's, on lui dit : « Ici, tu es un pianiste, pas un compositeur. Nous avons assez de compositeurs à notre disposition. »
Après y avoir travaillé trois ans, il quitta Remick's pour devenir accompagnateur aux spectacles de vaudeville de Fox's City Theater. Lorsqu'une production nécessitait une chanson de plus, Gershwin avait l'occasion de proposer ses propres œuvres ; en demeurant anonyme, il ne risquait pas sa réputation. De plus, il put y rencontrer d'excellents compositeurs, tels que Jerome Kern et Victor Herbert. C'est grâce à ses nouvelles relations dans le monde musical qu'il obtint le poste de compositeur dans la maison de publication T. B. Harms Co. Son patron, Max Dreyfus, lui offrait une prime de 50 $, ainsi que trois sous par copie vendue, pour chacune de ses chansons. Après l'échec de quelques-unes de celles-ci, le musical Good Morning, Judge, qui incluait sa chanson I Was So Young, You Were So Beautiful eut un véritable succès en 1919. La, La, Lucille fut le premier musical, dont il composa la partition entière, en 1919, mais ce fut la chanson Swanee, reprise plus tard dans la même année par Al Jolson, qui donna à sa carrière une envergure internationale.

### Carrière
Dès que son nom se fit connaître à New York, les demandes pour ses compositions se multiplièrent. George avait réalisé que c'était dans cette direction que se poursuivrait sa carrière, plutôt que vers celle de pianiste de concert. Il jouait cependant avec grand talent et charisme car son emploi chez Remick's lui avait appris à improviser et à transposer instantanément. Après le décès de Hambitzer en 1918, il prit quelques leçons avec Rubin Goldmark, tout en poursuivant ses cours de théorie avec Kilenyi. Dans les soirées, il s'asseyait inévitablement au piano, entouré de plusieurs jolies femmes. Par ailleurs, son frère Ira se révéla particulièrement doué pour trouver des paroles s'alliant aux chansons de son frère. Ainsi débuta une solide et harmonieuse collaboration entre les deux hommes qui dura jusqu'à la mort de George.
Entre-temps, la musique de Gershwin se répandait au-delà des frontières. En 1923, il fut invité à Londres pour y composer et présenter une revue, appelée The Rainbow. Lui ainsi que sa musique y furent accueillis chaleureusement et, après une première visite de la ville de Paris, il retourna à New York. Là, il fut engagé par la mezzo-soprano canadienne Éva Gauthier pour l'accompagner dans la deuxième moitié de son concert au prestigieux Aeolian Hall, dans un répertoire de chansons populaires américaines, à l'automne 1923. Le programme, quoique très inhabituel, fut fort apprécié par la foule qui le reçut avec tant d'enthousiasme que le concert fut renouvelé l'année suivante. Enfin, Gershwin goûtait les joies d'un public connaisseur auquel il pouvait faire entendre sa musique.

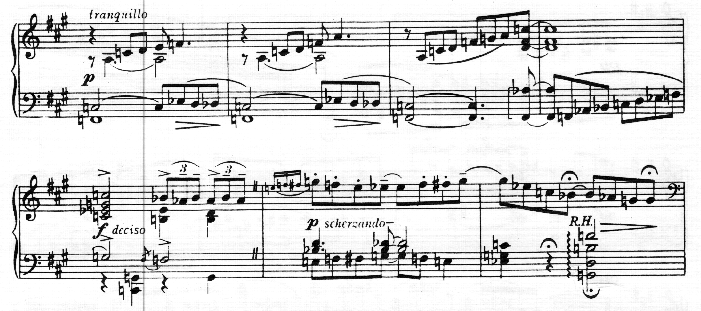
Rhapsody in Blue

Le tournant suivant de sa carrière arriva peu de temps après, en janvier 1924. Paul Whiteman, un directeur musical que George avait rencontré à l'occasion de la revue George White's Scandals 1922, annonça dans le journal un concert intitulé What is American Music ?, ainsi que la mise au point d'un concerto jazz par George pour l'occasion. Lui qui n'avait suggéré cette idée que brièvement à Whiteman, deux ans auparavant, se trouva fort dépourvu : il n'avait pas encore entrepris la composition de cette œuvre, alors que le concert avait lieu cinq semaines plus tard et il ignorait ce qu'était un concerto. Après s'être excusé, Whiteman réussit à convaincre George qu'il pouvait la réaliser. C'est donc le 12 février 1924 que fut présenté sa Rhapsody in Blue sur la scène du Aeolian Hall, avec George interprétant les solos du piano. L'œuvre connut un succès monstre, ébahissant le public, et recevant les louanges presque unanimes des critiques qui y assistèrent. Par la suite, Whiteman mena une tournée de ce concert à travers les États-Unis, mais George dut s'esquiver après la prestation à Saint-Louis. Il devait reprendre ses nombreux autres engagements, notamment la composition des chansons pour la revue anglaise Primrose.
Le 8 juillet de la même année, il prit le bateau pour Londres afin de préparer la première de cette revue pour le 11 septembre. Le réalisateur de Primrose, Alex Aarons, put en même temps accomplir son second objectif : convaincre Fred et Adele Astaire (eux aussi à Londres) de participer à la prochaine production de Gershwin. Celle-ci, intitulée Lady, Be Good !, fut présentée à New York le 1er décembre de la même année. Elle incluait la chanson classique Fascinating Rhythm, entre autres, et fut une réussite phénoménale, rendant célèbres à la fois les Astaire et les Gershwin.

#### 1925-1936

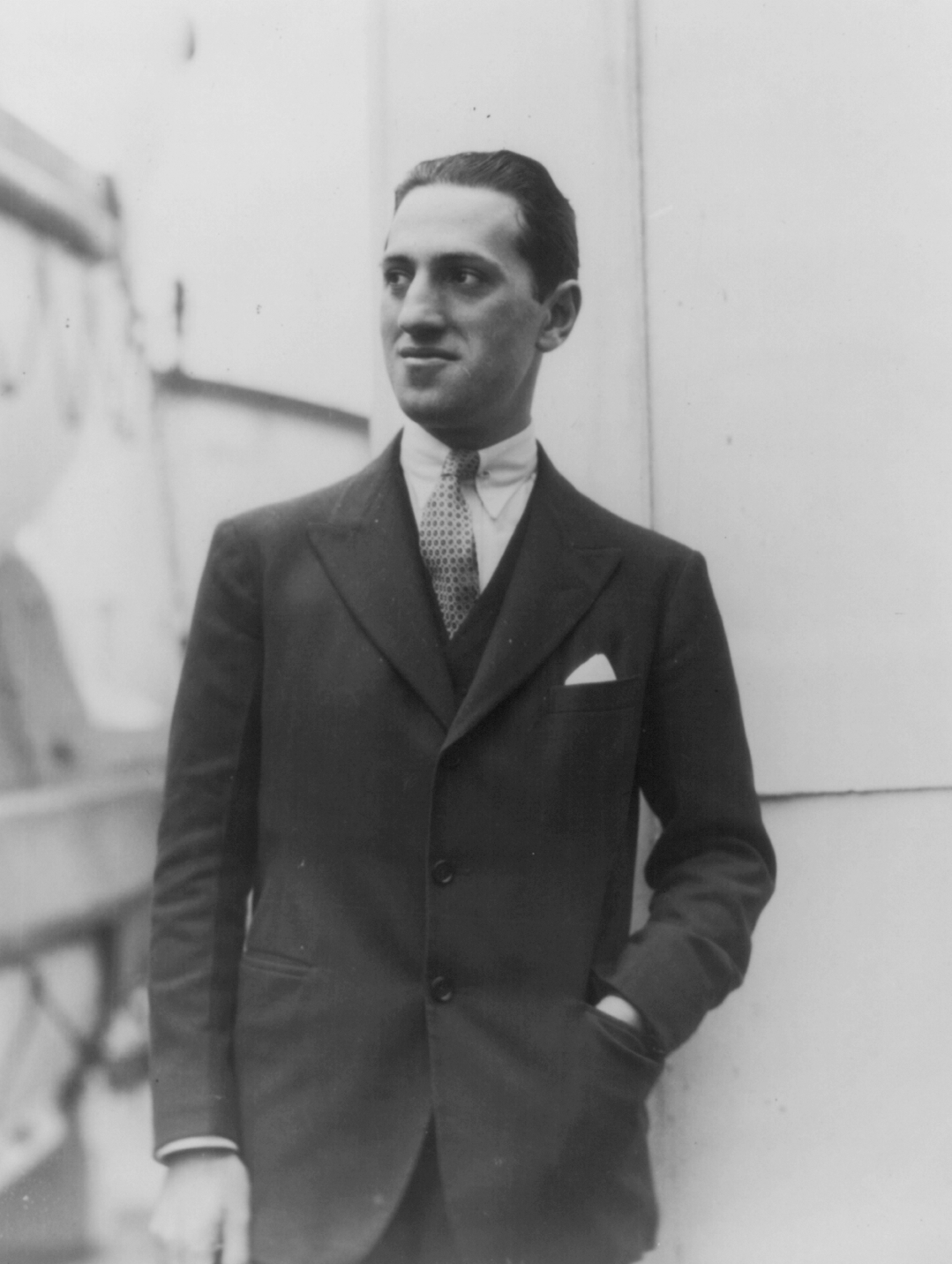
George Gershwin, années 1920-30

Avec l'année 1925 arrivèrent plusieurs nouvelles œuvres mémorables : le musical Tell Me More se joua à Broadway et à Londres. George Gershwin présenta son Concerto en fa sur la scène de Carnegie Hall. Sa première opérette intitulée Song of the Flame, quoique, éloignée de son style musical habituel, réussit tout de même assez bien. Un autre évènement vint couronner son succès : au mois de juillet, son portrait apparut sur la page de couverture du Time Magazine ; c'était le premier compositeur américain à recevoir cet honneur.

Avec l'argent qu'il avait pu économiser, il avait pu acheter l'année précédente une maison de cinq étages sur la 110e rue, où il demeurait avec sa famille. Les soirées y étaient fréquentes, et un grand nombre de ceux qui s'y rencontraient leur étaient étrangers. Afin de retrouver un peu de tranquillité, il n'était pas inhabituel pour George de louer une chambre à l'hôtel. Il appréciait aussi la solitude que lui apportait la peinture à l'aquarelle, passe-temps pour lequel il avait un certain talent : il réalisa plusieurs portraits et autoportraits au cours des années, et amassa lui-même une collection de tableaux assez importante.

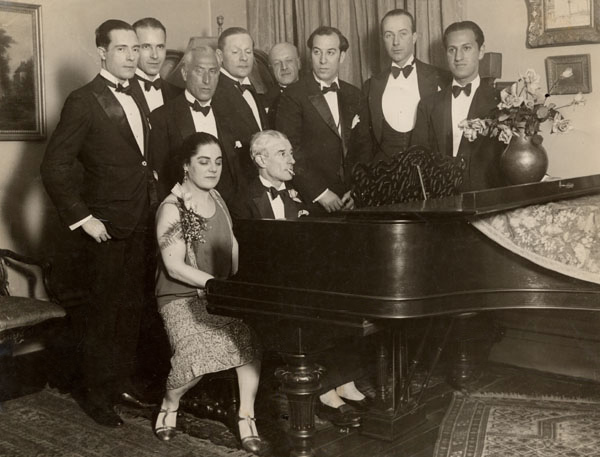
Soirée donnée par Éva Gauthier pour l'anniversaire de Maurice Ravel, le 7 mars 1928. Gershwin est à droite.

L'an 1928 apporta plusieurs expériences musicales très enrichissantes à la vie de Gershwin. Il eut premièrement la chance, au mois de mars, de rencontrer Maurice Ravel, compositeur qu'il admirait. Lorsque George lui demanda s'il pourrait lui enseigner la composition, Ravel lui répondit : « Pourquoi seriez-vous un Ravel de seconde classe alors que vous pouvez devenir un Gershwin de première classe ? ». Trois jours plus tard, Gershwin partait pour l'Europe avec sa sœur, Frankie, ainsi qu'Ira et sa femme. Se cherchant vainement un maître, il y fit la connaissance de Nadia Boulanger, Sergueï Prokofiev, Kurt Weill, Franz Lehár et Alban Berg, entre  autres. C'est également à Paris qu'il compléta la composition de An American in Paris, une musique à programme incluant dans la partition quatre klaxons de taxis français. La première de cette œuvre eut lieu au Carnegie Hall à New York, le 13 décembre de la même année.

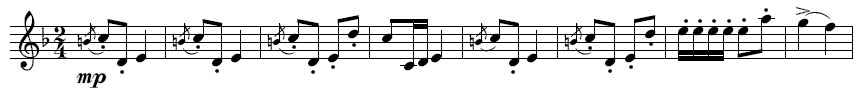
Thème dAn American in Paris

La même année, Gershwin se lança dans la production de plusieurs comédies musicales, ayant tous des succès de niveaux différents. Les plus mémorables furent Strike up the Band et Girl Crazy en 1930, avec respectivement 191 et 272 représentations. Enfin, le 5 novembre, George partit tenter sa chance à Hollywood, emmenant avec lui son frère Ira et sa femme. Là, il eut la chance d'écrire la musique d'un des premiers films musicaux, Delicious, sorti en 1931 (à la fin de sa vie, il collaborera à deux autres films musicaux, sortis en 1937 et 1938). Son manque de succès fut compensé par celui de sa comédie musicale satirique Of Thee I Sing, qui avait débuté quatre jours plus tôt : celle-ci eut 441 représentations et fut largement acclamée, recevant l'année suivante le prix Pulitzer du théâtre.

John W. Bubbles dans Porgy & Bess, 1935

En janvier 1934, il lança une tournée nationale célébrant le 10e anniversaire de la Rhapsody in Blue, qui incluait la présentation de sa nouvelle œuvre, les Variations sur « I Got Rhythm ». Le mois uivant, il était l'hôte de sa propre émission de radio, « Music by Gershwin », présentée deux fois par semaine jusqu'au mois de décembre.
Il commença aussi à travailler à un opéra folk pour personnages afro-américains. C'était une idée avec laquelle il jonglait depuis longtemps. L'opéra Porgy and Bess, dont l'action se déroule dans le quartier fictif de Catfish Row en Caroline du Sud, débuta en 1935 à Boston et à New York. Quoique très populaire, son authenticité culturelle fut cependant remise en question par des artistes tels que Duke Ellington, qui affirmait qu'« aucun Afro-Américain ne se ferait prendre par Porgy and Bess ». Certains y perçoivent aussi l'influence de Joseph Schillinger, sous la direction duquel Gershwin avait étudié entre 1932 et 1936.
Après l'échec commercial de Porgy and Bess, Gershwin déménagea à Hollywood. En 1936, la RKO Pictures lui demanda d'écrire la musique du film Shall We Dance ? , avec Fred Astaire et Ginger Rogers, ce qui lui prit plusieurs mois pour la composition et l'orchestration.
Gershwin avait une relation depuis dix ans avec Kay Swift, compositrice qu'il consultait souvent au sujet de sa musique. Elle divorça de James Warburg mais ne se maria pas avec Gershwin ; le morceau musical de 1926 de Gershwin intitulé Oh, Kay fut nommé ainsi pour elle. Après la mort de Gershwin, Kay Swift transcrivit plusieurs de ses enregistrements et collabora avec son frère Ira sur plusieurs projets.

### Maladie et mort

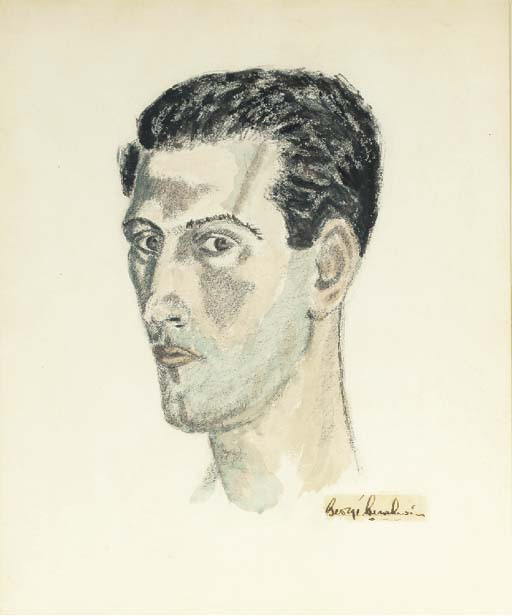
Autoportrait, 1937

Au début de 1937, Gershwin commença à se plaindre de maux de tête aveuglants et de sensations répétées d'odeurs de caoutchouc brûlé. Le 11 février 1937, il joua son concerto pour piano en fa lors d'un concert spécial consacré à sa musique donnée par l'Orchestre symphonique de San Francisco sous la direction du chef français Pierre Monteux. Pendant son interprétation, Gershwin, qui était en temps normal un excellent interprète au piano de ses propres compositions, vit son jeu perturbé par des problèmes de coordination et de trous de mémoire.

À cette époque, il travaillait sur un autre projet de film à Hollywood, où il vivait avec Ira et sa femme Leonore dans leur maison de location à Beverly Hills. Leonore Gershwin commença à remarquer chez George d'étranges sautes d'humeur et son incapacité, au dîner, à manger sans répandre de la nourriture sur la table. Suspectant le début d'une maladie mentale, elle insista pour qu'il fût déplacé dans le logement vide, situé non loin de là, du parolier Yip Harburg, où il fut confié à la surveillance de son valet, Paul Mueller. Céphalées et hallucinations olfactives continuèrent et le 23 juin, après un incident au cours duquel Gershwin avait tenté de pousser Mueller hors de la voiture qu'ils étaient en train de conduire, il fut placé en observation au Cedars of Lebanon Hospital à Los Angeles. Les examens pratiqués ne trouvèrent aucune cause physique aux symptômes et il quitta l'établissement le 26 avec le diagnostic  d'« hystérie probable ». Ses troubles de la coordination et l'altération de ses facultés mentales empirèrent et dans la nuit du 9 juillet, Gershwin perdit connaissance dans la maison de Harburg, où il travaillait sur la partition des Goldwyn Follies. Il fut ramené en urgence au Cedars of Lebanon, où il tomba dans le coma.

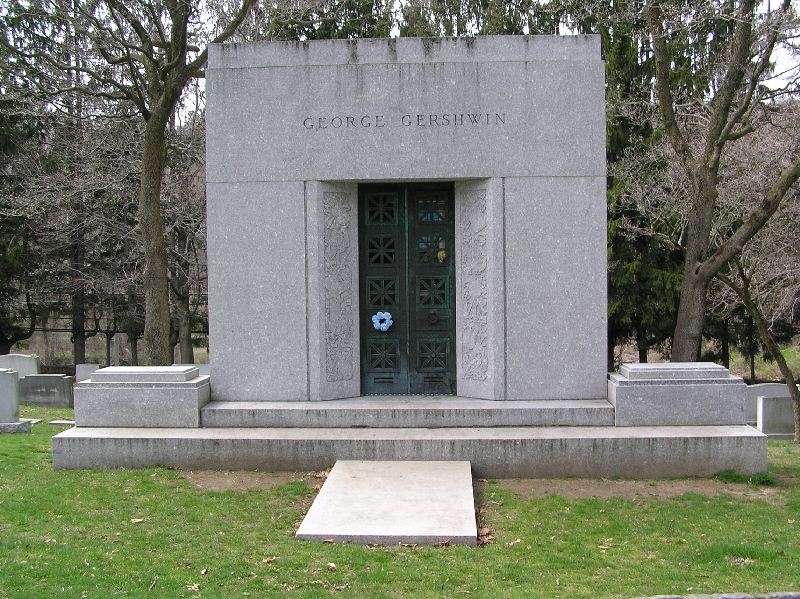
Le mausolée de Gershwin au cimetière de Westchester Hills

Ce n'est qu'à ce stade qu'il devint évident pour ses médecins qu'il était atteint d'une tumeur cérébrale. Leonore appela alors Emil Mosbacher, un proche ami de George et lui expliqua le besoin pressant de trouver un neurochirurgien. Mosbacher appela immédiatement le Dr Harvey Cushing, pionnier de la neurochirurgie à Boston lequel, ayant pris sa retraite depuis quelques années, recommanda le Dr Walter Dandy. Mais ce dernier était à ce moment parti pêcher dans la baie de Chesapeake avec le gouverneur du Maryland. Mosbacher appela alors la Maison-Blanche et obtint qu'un garde-côte soit envoyé à la recherche du yacht du gouverneur et que Dandy soit ramené rapidement sur la rive. Mosbacher affréta ensuite un avion pour l'aéroport de Newark, d'où Dandy pourrait prendre un vol pour Los Angeles. Mais pendant ce temps l'état critique de Gershwin nécessitait une intervention chirurgicale immédiate. Une tentative d'exérèse de la tumeur fut réalisée par les médecins du Cedars, mais sans succès, et Gershwin mourut au matin du 11 juillet 1937, à l'âge de 38 ans.
À l'annonce de cette nouvelle, les nombreux amis et admirateurs de Gershwin sont choqués et abasourdis. John O'Hara note : « George Gershwin died on July 11, 1937, but I don't have to believe it if I don't want to » (« George Gershwin est mort le 11 juillet 1937, mais je ne suis pas obligé de le croire si je n'en ai pas envie »). Il est inhumé au cimetière de Westchester Hills à Hastings-on-Hudson, New York. Un concert à sa mémoire est organisé le 8 septembre 1937 au Hollywood Bowl ; Otto Klemperer y dirige une nouvelle orchestration du second des Trois Préludes de Gershwin. 

## L'Œuvre

### Style et influences
En grandissant dans les quartiers de New York, Gershwin fut exposé à d'innombrables genres de musique. Par l'intermédiaire de sa famille et de son emploi d'été dans les montagnes Catskill, il était familier du style klezmer des Juifs américains ; cette influence se manifeste dans les mélodies de ’S Wonderful et Funny Face, où la tierce mineure joue un rôle significatif. Il connaissait également bien la musique afro-américaine ; en particulier, le jazz. Ce style était considéré à l'époque comme étant exclusif aux « musiciens de race », et la nature de la musique de Gershwin fut longtemps étiquetée comme étant une simple imitation du genre. Il est cependant incontestable que plusieurs de ses œuvres (telles que Rhapsody in Blue et son rag, Rialto Ripples) emploient la tonalité « blues » et les rythmes syncopés du jazz. Enfin, Gershwin était un grand enthousiaste de la musique moderne française, ainsi que des œuvres de compositeurs tels que l'américain Jerome Kern, Claude Debussy, Alban Berg, Dmitri Chostakovitch, Igor Stravinsky, Darius Milhaud et Arnold Schönberg, dont Gershwin a peint le portrait en 1934 (il était aussi son partenaire de tennis). Sur le plan modal, il aimait particulièrement la sonorité de la gamme pentatonique, qui inspira la mélodie de I Got Rythm.
Gershwin se spécialisait dans la composition de chansons du style de Tin Pan Alley et de Broadway, mais il composa également quelques œuvres de plus grande envergure. Celles-ci ont été accusées par des musiciens, tels que Leonard Bernstein, d'être simplement des amalgames de courtes mélodies. Il est vrai que le Rhapsody in Blue contient cinq thèmes pouvant être inter-changés et même omis entièrement, mais la structure présente tout de même une complexité supérieure à sa norme habituelle. De même, le motif d'ouverture pour An American in Paris, avec ses changements de registre et larges intervalles, a clairement été écrit à l'intention d'un instrument autre que la voix. En somme, la musique de Gershwin contient à la fois des éléments du modernisme classique (sa Rhapsody empruntait également des éléments de Reflets dans l'eau et Pour le piano de Debussy) et de la musique populaire américaine.

### Gershwin au piano

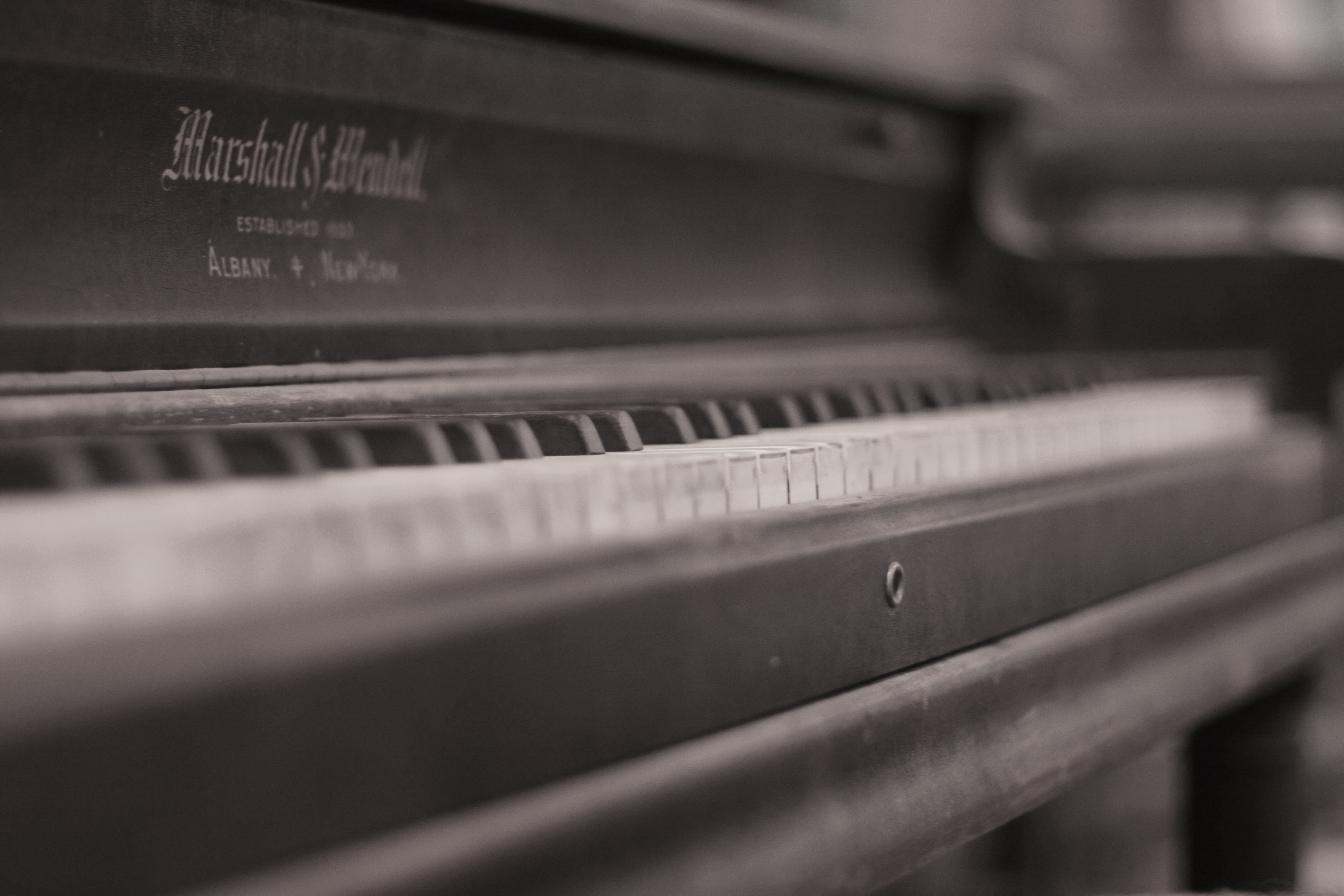
Piano américain,

George Gershwin ne se considérait pas comme un pianiste classique ; certes, il avait suivi des leçons de piano pendant quelques années, mais celles-ci devinrent sporadiques après le décès de Hambitzer. Ce sont plutôt ses années qu'il passa à vendre les chansons de Remick's, à être song plugger et à couper des rouleaux pour pianos mécaniques qui influencèrent davantage sa technique personnelle. En vendant les chansons, il devait fréquemment les transposer sans arrêt pour ses clients au registre vocal limité, ainsi qu'improviser des ornementations pour les rendre plus attrayantes.

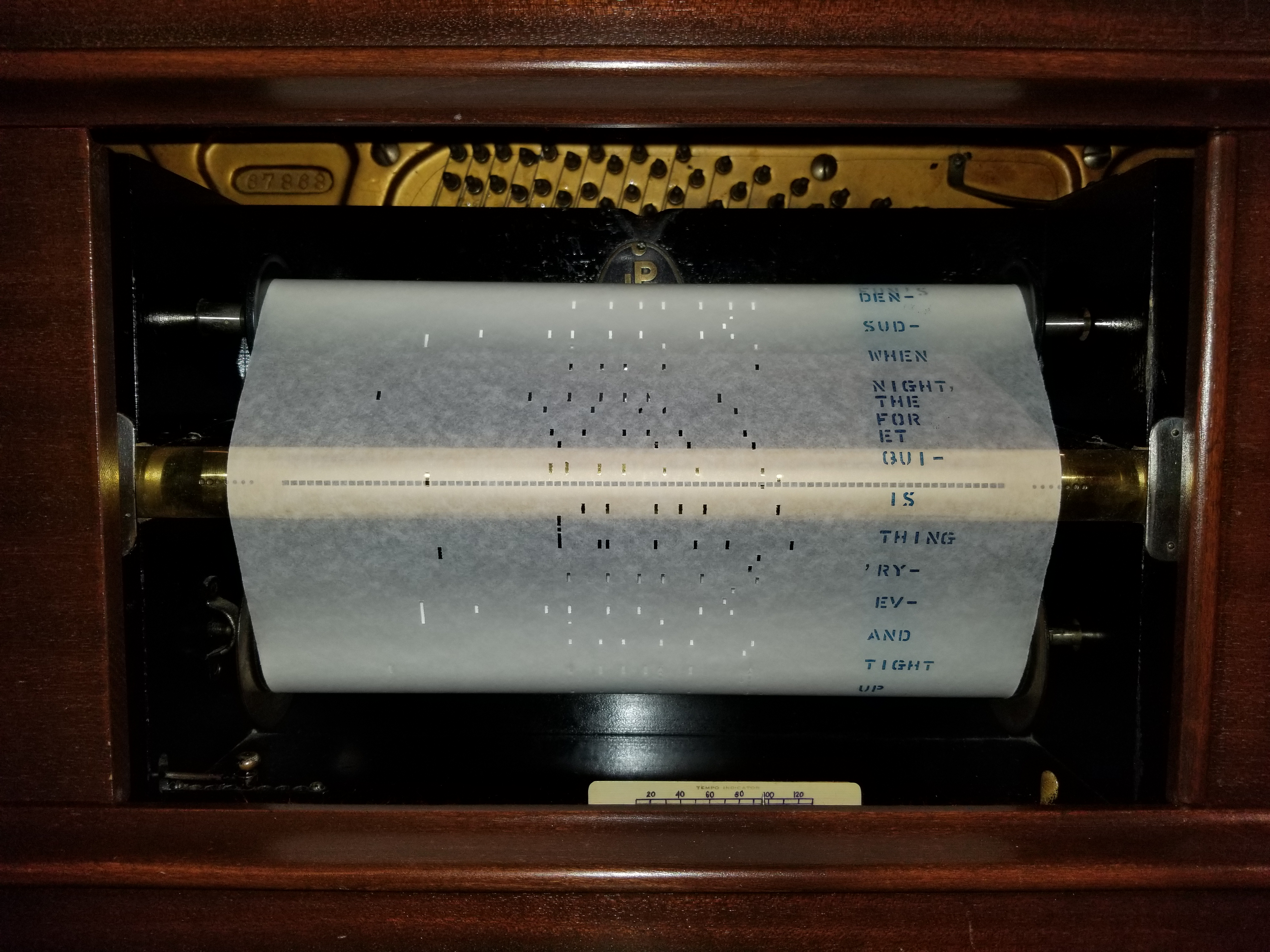
Un player piano roll

Les pianos mécaniques de l'époque étaient conçus pour suivre à la lettre le rythme d'un métronome : la vitesse du rouleau pouvait être modifiée pour obtenir un tempo d'écoute ou de danse. De plus, une technique appelée « quantisation » servait à égaliser la distance entre chaque temps sur le rouleau. C'est ainsi que George apprit à jouer d'un toucher très précis et staccato, et s'amusait parfois à jouer ses chansons à une vitesse entièrement différente. Mais c'étaient ses talents personnels qui caractérisaient le mieux son style pianistique : il jouait avec la plus grande aisance, débordant d'énergie et d'enthousiasme, en innovant toujours des nouveaux rythmes et mélodies. C'est ce qui lui donnait le plus grand plaisir : il ne s'amusait pas à une fête s'il n'avait pas la chance de s'asseoir au piano.

### Œuvres classiques
Parmi les œuvres les plus connues de Gershwin dans le domaine du classique, on trouve :
- Rhapsody in Blue, (1924), rhapsodie de concert pour orchestre jazz, piano et orchestre ;
- Concerto pour piano et orchestre en fa majeur, (1925) ;
- Trois préludes pour piano (1926) ;
- Un Américain à Paris (1928), un poème symphonique avec des effets sonores réalistes ;
- Second Rhapsody, (1931), pour piano et orchestre ;
- Ouverture cubaine, (1932), pour orchestre ;
- Variations sur « I Got Rhythm », (1934), pour piano et orchestre ;
- Porgy and Bess, opéra (1935) (inspiré du livre de DuBose Heyward) sur la vie des Afro-américains) :
Contient la fameuse aria « Summertime ». Deux suites orchestrales ont été tirées de l’œuvre, la première (Catfish Row) par Gershwin et la seconde (Porgy and Bess : A Symphonic Picture) par Robert Russell Bennett.

### Comédies musicales et revues pour Broadway
en tant que compositeur principal
- 1919 : La, La, Lucille, textes d'Arthur Jackson et B.G. DeSylva, livret de Fred Jackson ;
- 1919-1920 : Morris Gest's Midnight Whirl, revue, textes et sketches de B.G. DeSylva et John Henry Mears ;
- 1920 : George White's Scandals 1920, revue, textes d'Arthur Jackson, livret d'Andy Rice et George White ;
- 1921 : The Broadway Whirl, revue, musique d'Harry Tierney et George Gershwin, textes de divers auteurs dont Richard Carle et B.G. DeSylva, sketches de Thomas J. Gray, avec Richard Carle et Charles Winninger ;
- 1921 : George White's Scandals 1921, revue, textes d'Arthur Jackson, livret d'Arthur « Bugs » Baer et George White ;
- 1922 : The French Doll, pièce de Paul Armont et Marcel Gerbidon adaptée par A. E. Thomas, musique de scène de George Gershwin et Gus Edwards, textes de B.G. DeSylva et Will D. Cobb, avec Thurston Hall ;
- 1922 : George White's Scandals 1922, revue, textes de divers auteurs dont B.G. DeSylva, livret de George White, W. C. Fields et Andy Rice, avec Dolores Costello et W. C. Fields ;
- 1922-1923 : Our Nell, mélodrame musical, musique de George Gershwin et William Daly, textes et livret de Brian Hooker et A.E. Thomas, avec Olin Howland ;
- 1923 : George White's Scandals 1923, revue, textes de B.G. DeSylva, livret de George White et William K. Wells ;
- 1924 : Sweet Little Devil, textes de B.G. DeSylva, livret de Frank Mandel et Laurence Schwab, avec Marjorie Gateson ;
- 1924 : George White's Scandals of 1924, revue, textes de B.G. DeSylva et Ballard MacDonald, livret de George White et William K. Wells, avec Louise Brooks, Dolores Costello et Dorothy Sebastian ;
- 1924-1925 : Lady, Be Good !, textes d'Ira Gershwin, livret de Guy Bolton et Fred Thompson, avec Adele et Fred Astaire, Walter Catlett et Cliff Edwards ;
- 1925 : Tell Me More, textes de B.G. DeSylva et Ira Gershwin, livret de Fred Thompson et William K. Wells ;
- 1925-1926 : Tip-Toes, textes d'Ira Gershwin, livret de Fred Thompson et Guy Bolton, avec Queenie Smith et Jeanette MacDonald ;
- 1925-1926 : Song of the Flame, opérette, musique de George Gershwin et Herbert Stothart, textes et livret d'Otto Harbach et Oscar Hammerstein II ;
- 1926-1927 : Oh, Kay !, textes d'Ira Gershwin, livret de Guy Bolton et Pelham Grenville Wodehouse, avec Gertrude Lawrence, Victor Moore, Madeline et Marion Fairbanks et Harry Shannon ;
- 1927-1928 : Funny Face, textes d'Ira Gershwin, livret de Fred Thompson et Paul Gerard Smith, avec Adele et Fred Astaire, Dorothy Jordan et Victor Moore ;
- 1928 : Rosalie, musique de George Gershwin et Sigmund Romberg, textes de Pelham Grenville Wodehouse et Ira Gershwin, livret de William Anthony McGuire et Guy Bolton, production de Florenz Ziegfeld, avec Frank Morgan ;
- 1928-1929 : Treasure Girl, textes d'Ira Gershwin, livret de Fred Thompson et Vincent Lawrence, avec Walter Catlett, Dorothy Jordan, Gertrude Lawrence et Clifton Webb ;
- 1929 : Show Girl, textes d'Ira Gershwin et Gus Kahn, livret de William Anthony McGuire, avec Jimmy Durante ;
- 1930 : Strike Up the Band, textes d'Ira Gershwin, livret de Morrie Ryskind, costumes de Charles Le Maire ;
- 1930-1931 : Girl Crazy, textes d'Ira Gershwin, livret de Guy Bolton et John McGowan, avec Ethel Merman et Ginger Rogers ;
- 1931-1933 : Of Thee I Sing, textes d'Ira Gershwin, livret de George S. Kaufman et Morrie Ryskind, costumes de Charles Le Maire, avec Victor Moore ;
- 1933 : George White's Music Hall Varieties 1932, revue, musique de Harold Arlen et Irving Caesar, textes de ce dernier, livret de George White et William K. Wells, costumes de Charles Le Maire et Kiviette, avec Bert Lahr et Eleanor Powell ;
- 1933 : Pardon My English, textes d'Ira Gershwin, livret d'Herbert Fields, avec Harry Shannon ;
- 1933-1934 : Let 'Em Eat Cake, textes d'Ira Gershwin, livret de George S. Kaufman et Morrie Ryskind, avec Victor Moore ;
- 1935-1936 : Porgy and Bess, opéra, textes de DuBose Heyward et Ira Gershwin, livret de DuBose Heyward (d'après sa pièce Porgy, coécrite par Dorothy Heyward), mise en scène de Rouben Mamoulian, avec Abbie Mitchell et George Lessey.

Musique additionnelle
- 1918-1919 : Ladies First, musique d'Alec Baldwin Sloane, textes et livret de Harry B. Smith ;
- 1919 : Good Morning, Judge, musique de Lionel Monckton et Howard Talbot, textes d'Adrian Ross et Percy Greenbank, livret de Fred Thompson, d'après Le Magistrat (The Magistrate) d'Arthur Wing Pinero ;
- 1919 : The Lady in Red, musique de Robert Winterberg, textes et livret d'Anne Caldwell, adapté de l'opérette allemande de 1911 Die Dame in Rot par ses auteurs : Julius Brammer et Alfred Grünwald ;
- 1920 : The Sweetheart Shop, musique de Hugo Felix, textes et livret d'Anne Caldwell ;
- 1920 : Broadway Brevities of 1920, revue, musique d'Archie Gottler, textes de Blair Treynor, livret et production de George LeMaire, avec Edward Buzzell et Eddie Cantor ;
- 1921 : Snapshots of 1921, revue, musique et textes de divers auteurs, dont George Gershwin ;
- 1921 : Blue Eyes, musique de I.B. Kornblum et Z. Meyers, textes et livret de Le Roy Clemens et Leon Gordon ;
- 1922 : For Goodness Sake, musique de William Daly et Paul Lannin, textes d'Arthur Jackson, livret de Fred Jackson, avec Adele et Fred Astaire et Marjorie Gateson ;
- 1923 : The Dancing Girl, musique de Sigmund Romberg, textes et livret de Harold Atteridge (en), avec Marie Dressler ;
- 1923-1924 : Little Miss Bluebeard, pièce d'Avery Hopwood d'après Gabor Dregely, avec musique et textes de divers auteurs dont George Gershwin et B.G. DeSylva, avec Eric Blore ;
- 1926 : George White's Scandals 1926, revue, musique de Ray Henderson, textes de B.G. DeSylva et Lew Brown, livret de George White et William K. Wells, avec Ruth Gordon ;
- 1926-1927 : Americana, revue, musique de Con Conrad et Henry Souvaine, livret de J.P. McEvoy ;
- 1927 : Lucky, musique de Jerome Kern, textes et livret d'Otto Harbach, avec Walter Catlett et Joseph Santley ;
- 1936-1937 : The Show is On, revue, musique de Vernon Duke, textes de Ted Fetter, sketches de David Freedman (en), mise en scène de Vincente Minnelli, avec Reginald Gardiner, Bert Lahr et Charles Walters (musique additionnelle).

### Musiques de films[41]
- 1931 : Delicious de David Butler ;
- 1937 : L'Entreprenant Monsieur Petrov (Shall We Dance) de Mark Sandrich ;
- 1937 : Une demoiselle en détresse (A Damsel in Distress) de George Stevens ;
- 1938 : Hollywood en folie (The Goldwyn Follies) de George Marshall et Henry C. Potter ;
- 1943 : Fou de girls (Girl Crazy) de Norman Taurog et Busby Berkeley ;
- 1947 : L'Extravagante Miss Pilgrim (The Shocking Miss Pilgrim), de George Seaton.

## Postérité
La Rhapsody in Blue est devenu l'un des éléments constitutifs et représentatifs de la musique américaine. En 1979, ce morceau est utilisé dans le film Manhattan. En 1984, il est joué à l'ouverture des Jeux Olympiques d'été à Los Angeles où quatre-vingt-quatre pianistes exécutent la partie solo, chacun sur un piano blanc différent.
En 1970, Georges Balanchine crée son ballet Who Cares? sur des chansons de George Gershwin orchestrées par Hershy Kay.

## Hommages
- (8249) Gershwin, astéroïde[42].
- Prix Gershwin for Popular Song (en) par la Library of Congress.
- Dans l'épisode 2 de la saison 9 d'Hercule Poirot, Je ne suis pas coupable, le décès de Gershwin est annoncé dans la même édition de journal que le décès de l'un des personnages de l'épisode, Laura Welman. Il est à noter qu'il y a une incohérence entre les deux annonces de décès car Laura Welman est décédée le 16 septembre 1937, soit plusieurs semaines après Gershwin[43].